# Tomás Garicano Goñi
Tomás Garicano Goñi (Pamplona, 9 de febrer de 1910 - Madrid, 16 de gener de 1988) fou un advocat i militar navarrès.

## Biografia
Estudià dret a la Universitat de Saragossa i es llicencià el 1929 a la Universitat de Madrid. El 1930 va ingressar al Cos Jurídic Militar i hi treballà com a auditor a La Corunya, Madrid, Canàries, Valladolid i Burgos. Participà activament en la insurrecció militar que provocà la guerra civil espanyola com a enllaç entre els generals Emilio Mola i Pablo Martín Alonso, i durant el conflicte fou auditor militar i assessor del Cos d'Exèrcit de Navarra.
El 1940 fou nomenat general del Cos Jurídic de l'Aire i el 1941 secretari general de justícia i dret. De 1951 a 1956 fou cap provincial del Movimiento Nacional a Guipúscoa. També fou delegat del govern en el Canal d'Isabel II (1965-1966) i governador civil de Barcelona (1966- octubre de 1969), càrrec des del que va reprimir el moviment estudiantil i polític. Abandonà aquest darrer càrrec quan fou nomenat ministre de governació, càrrec que va ocupar fins a 1973.
Membre del Consell Nacional del Movimiento, després de la mort de Franco es mostrà partidari de la reforma política. El 1978 es retirà tant de la política com de l'exèrcit, i fou nomenat vicepresident de l'empresa paperera Sarrió, càrrec que ocupà fins a la seva mort.